# Biały Ług (Kędzierzyn-Koźle)
Biały Ług – niewielka część miasta Kędzierzyna-Koźla, w obrębie osiedla administracyjnego Piastów-Powstańców Śląskich. 
Leży w środkowej części Kędzierzyna-Koźla na obszarach zalesionych, wzdłuż ulicy o nazwie Biały Ług.

## Historia
W latach 1951–1975 obszar ten należał do miasta Kędzierzyna, które po jego zwiększeniu 30 października 1975 przemianowano 3 listopada 1975 na Kędzierzyn-Koźle.